# Soundedit
Soundedit je mezinárodní hudební festival, který se věnuje hudebním producentům. Koná se v polském městě Lodž v Lodžském vojvodství. Jeho první ročník proběhl v roce 2009. Na šestém ročníku festivalu, který proběhl v říjnu 2014, vystoupili například Patrick Wolf, John Cale nebo slovinská skupina Laibach. V předchozích ročnících zde vystupovali například Flood, Dan Austin, Peter Hook nebo Bill Laswell. Festival také každoročně uděluje cenu Człowiek ze Złotym Uchem.